# Dantona busalis
Dantona busalis är en fjärilsart som beskrevs av Walker 1859. Dantona busalis ingår i släktet Dantona och familjen nattflyn. Inga underarter finns listade i Catalogue of Life.